# بارابيون (غافروبارمون)
بارابيون (بالفارسية: پاراپیون) هي قرية تقع في إيران في هرمزغان. يقدر عدد سكانها بـ 269 نسمة بحسب إحصاء 2016.